# Tucatjával olcsóbb (film, 2003)
A Tucatjával olcsóbb (eredeti cím: Cheaper by the Dozen) 2003-ban bemutatott amerikai családi filmvígjáték Shawn Levy rendezésében, Steve Martin és Bonnie Hunt főszereplésével. A Nagyban olcsóbb című 1950-es film remake-je. Mindkét filmet a valós Gilbreth család és az életükről szóló, félig önéletrajzi jellegű beszámoló ihlette. Ezt Frank Bunker Gilbreth Jr. és nővére, Ernestine Gilbreth Carey írta meg és 1948-ban adták ki Cheaper by the Dozen címmel.
2003. december 25-én mutatta be a 20th Century Fox, világszerte 190,2 millió dolláros bevételt hozott a 40 millió költségvetésével szemben. A Rotten Tomatoes kritikusai a humor hiányosságait kritizálták.
A folytatás, a Tucatjával olcsóbb 2. 2005. december 21-én debütált az Egyesült Államokban. Az 1950-es film remake-je 2022-ben jelent meg hasonló címmel.

## Cselekmény
A 14 tagú Baker család Illinois kisvárosából a nagyvárosba költözik, miután Tom Baker megkapja álmai állását és az alma mater focicsapatának edzője lesz. Eközben a felesége is megvalósítja álmát: kiadják a könyvét. Amíg a nő távol van, hogy a könyvet népszerűsítse, Tomnak nehézséget okoz a ház rendben tartása és a futballcsapat irányítása. Az egykor boldog család kezd széthullani.

## Szereplők
Baker család
| Színész          | Szerep                                                                        | Magyar hang         |
| ---------------- | ----------------------------------------------------------------------------- | ------------------- |
| Steve Martin     | Tom Baker, Kate férje és 12 gyermek édesapja                                  | Józsa Imre          |
| Bonnie Hunt      | Kate Baker, Tom felesége és 12 gyermek édesanyja                              | Spilák Klára        |
| Piper Perabo     | Nora Baker, Tom és Kate legidősebb lánya                                      | Majsai-Nyilas Tünde |
| Tom Welling      | Charlie Baker, Tom és Kate legidősebb fia                                     | Seder Gábor         |
| Hilary Duff      | Lorraine Baker, Tom és Kate lánya                                             | Molnár Ilona        |
| Kevin G. Schmidt | Henry Baker, Tom és Kate fia                                                  | Gacsal Ádám         |
| Alyson Stoner    | Sarah Baker, Tom és Kate lánya                                                | Tamási Nikolett     |
| Jacob Smith      | Jake Baker, Tom és Kate fia                                                   | Jelinek Márk        |
| Forrest Landis   | Mark Baker, Tom és Kate fia                                                   | Morvay Bence        |
| Liliana Mumy     | Jessica Baker, Tom és Kate lánya, Kim idősebb kétpetéjű ikerhúga              | Kántor Kitty        |
| Morgan York      | Kim Baker, Tom és Kate legfiatalabb lánya, Jessica fiatalabb ikertestvére     | Bánlaki Kelly       |
| Blake Woodruff   | Mike Baker, Tom és Kate fia                                                   | Morvay Gábor        |
| Brent Kinsman    | Kyle Baker, Tom és Kate fia, Nigel idősebb egypetéjű ikertestvére             | Czető Ádám          |
| Shane Kinsman    | Nigel Baker, Tom és Kate legkisebb fia, Kyle fiatalabb egypetéjű ikertestvére | Czető Ádám          |

Egyéb szereplők
| Színész                 | Szerep                                    | Magyar hang      |
| ----------------------- | ----------------------------------------- | ---------------- |
| Paula Marshall          | Tina Shenk, a Baker család új szomszédja  | Orosz Helga      |
| Alan Ruck               | Bill Shenk, a Baker család új szomszédja  | Galbenisz Tomasz |
| Steven Anthony Lawrence | Dylan Shenk, Tina és Bill fia             | Baráth István    |
| Richard Jenkins         | Shake McGuire, Tom kollégája és barátja   | Kristóf Tibor    |
| Ashton Kutcher          | Hank, Nora gyerekgyűlölő és lusta barátja | Zámbori Soma     |
| Tiffany Dupont          | Beth, Charlie barátnője                   | Bíró Ivett       |
| Cody Linley             | Quinn                                     | Molnár Levente   |
| Jared Padalecki         | iskolai kötekedő (cameo)                  | Molnár Levente   |
| Joel McCrary            | Gil                                       | Bolla Róbert     |
| Dax Shepard             | operatőr                                  | Moser Károly     |
| Regis Philbin           | önmaga                                    |                  |
| Kelly Ripa              | önmaga                                    |                  |
| Frank Welker            | Gunner, Bakerék kutyájának hangja         |                  |
| Wayne Knight            | villanyszerelő (cameo)                    |                  |
| Amy Hill                | Miss Hozzie, Kyle és Nigel óvónője        |                  |
| Shawn Levy              | riporter (cameo)                          |                  |

## Médiakiadás
A filmet 2004. április 6-án adták ki VHS-en és DVD-n.

## Fordítás
- Ez a szócikk részben vagy egészben  a   Cheaper by the Dozen (2003 film) című angol Wikipédia-szócikk fordításán alapul.  Az eredeti cikk szerkesztőit annak laptörténete sorolja fel. Ez a jelzés csupán a megfogalmazás eredetét és a szerzői jogokat jelzi, nem szolgál a cikkben szereplő információk forrásmegjelöléseként.